# Tropidurus itambere
Tropidurus itambere é uma espécie de lagarto da família Tropiduridae.  Endêmica do sudeste do Brasil.